# Péter Lóránt
Péter Lóránt, né le 23 octobre 1985, à Budapest, en Hongrie, est un joueur hongrois de basket-ball. Il évolue au poste d'ailier fort.